# Anthia sexmaculata
Anthia sexmaculata é uma espécie de besouro do género Anthia, família Carabidae. Foi descrita cientificamente por Fabricius em 1787.

## Descrição
Pode atingir um comprimento de 40 milímetros (1,6 polegadas). O corpo é negro com marcas brancas, esta espécie tem seis marcas (daí o nome em latim sexmaculata), mas tem ao redor de 14 marcas pálidas em seu corpo, mas o número pode variar.

## Conduta
Estes besouros têm um ciclo de vida incomum; as larvas jovens entram nos formigueiros e permanecem ali alimentando-se das formigas e das suas larvas. Cedo assumem o cheiro de seus anfitriões e são aceites como membros da colônia. Movem-se com o corpo levantado do solo para evitar o calor do solo. Suas mandíbulas, ainda que grandes, não são suficientemente fortes para a defesa. Em mudança, arrojam um líquido pelo ânus para incapacitar a seus inimigos. Esta estratégia de defesa valeu-lhes o nome popular de 'oogpister', isto é, 'eye-squirter' (em francês). Seus grandes olhos, mandíbulas e velocidade de movimento são similares aos dos besouros tigre, mas estes besouros não podem voar. Alimentam-se de outros insetos.

## Distribuição geográfica
Habita em Marrocos, Argélia, Tunísia, Líbia, Egito, Israel, Palestiniana, Síria, Irão, Saara Ocidental, Mauritânia, Senegal, Gambia, Mali, Níger, Chade e Sudão.